# Kingston Technology
Kingston Technology Company er verdens største producent af hukommelsesprodukter. 
Virksomheden er grundlagt i 1987, med et enkelt produkt, Kingston tilbyder i dag mere end 2.000 hukommelsesprodukter, der understøtter næsten alle elektroniske enheder, som bruger digital hukommelse. Det kan eksempelvis være fra computere, servere og printere til MP3-afspillere, digitale kameraer og mobiltelefoner. 
I 2009 nåede selskabets salg 4.100 millioner dollars, det næststørste i virksomhedens historie. iSuppli.com rangerer Kingston som verdens, nummer et producent af hukommelsesmoduler for tredjeparts-hukommelse markedet med 40,3 % markedsandel, en stigning fra 32,8 % i 2008 og 27,5 % i 2007.  
Kingston Technology har deres hovedkvarter i Fountain Valley, Californien.  Kingston beskæftiger på verdens basis mere end 4.000 mennesker. Virksomheden betragtes som en af de "Bedste Arbejdspladser i Amerika" af det anerkendte Fortune Magazine. Kingstons arbejdsprincipper bygger på respekt, loyalitet, fleksibilitet og integritet. Kingston mener, at investering i sine medarbejdere er af afgørende betydning, og hver medarbejder er en vigtig del af Kingstons succes.  Kingston har et formidabelt internationalt netværk af distributører, forhandlere, detailhandlere og OEM-kunder (Produkt der er specialfremstillet af en virksomhed til en anden, eller masseproduceret af en virksomhed og tilpasset af en anden) fordelt på seks kontinenter rundt om i verden.
1. ↑  Navnet er anført på svensk og stammer fra Wikidata hvor navnet endnu ikke findes på dansk.
2. ↑  Navnet er anført på bokmål og stammer fra Wikidata hvor navnet endnu ikke findes på dansk.
3. ↑  Navnet er anført på bokmål og stammer fra Wikidata hvor navnet endnu ikke findes på dansk.